# Bonsucesso FC

Lage des Viertels Bonsucesso in Rio de Janeiro

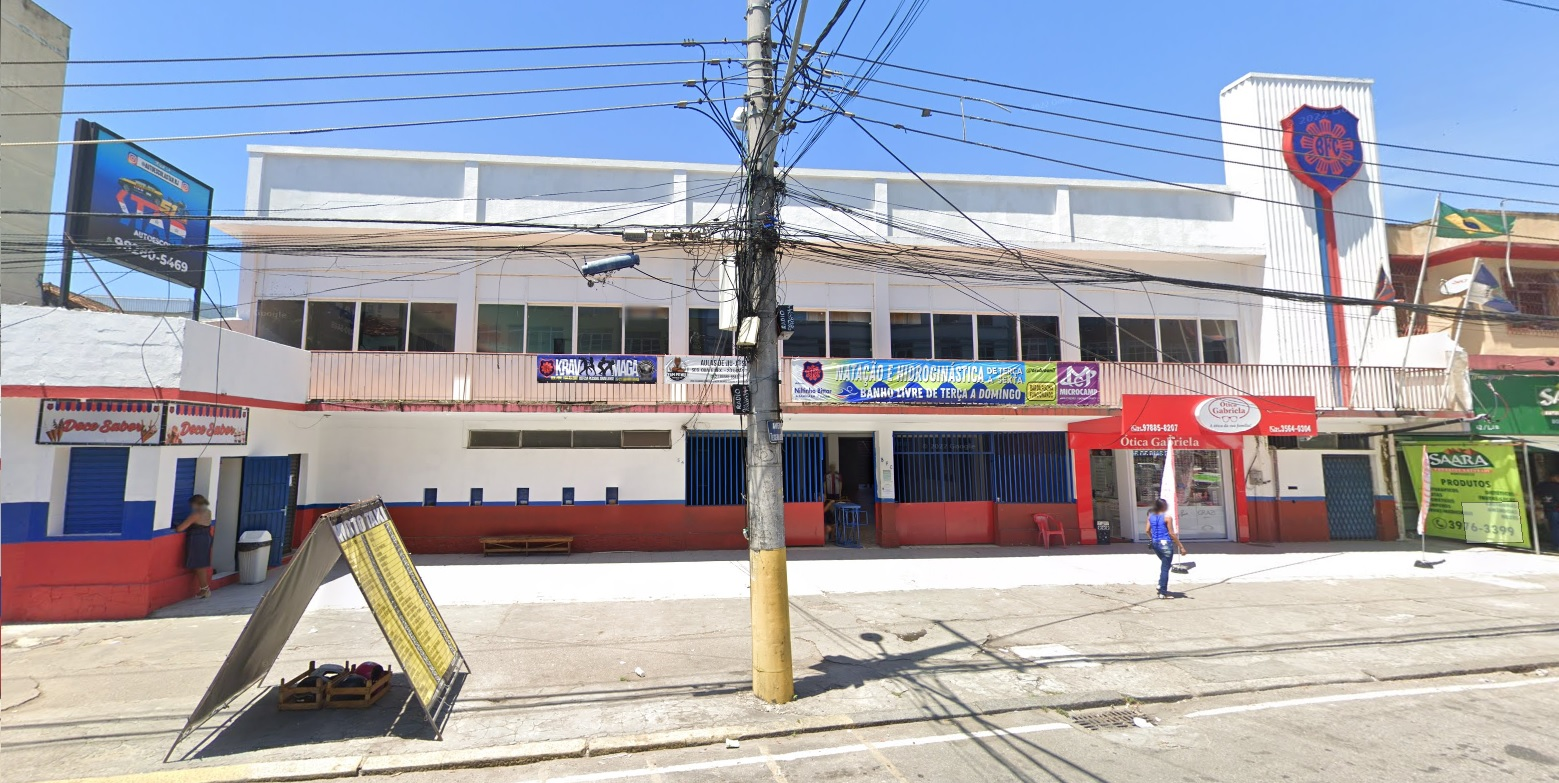
Klubsitz

Der Bonsucesso Futebol Clube ist ein Fußballverein aus Rio de Janeiro, im brasilianischen Bundesstaat Rio de Janeiro. Bonsucesso wurde am 12. Oktober 1913 im gleichnamigen Barrio der Zona da Leopoldina in der Zona Norte (Rio de Janeiro) gegründet.

## Herrenmannschaft
Am 17. Oktober bestritt man gegen den Riachuelense FC sein erstes Spiel, welches mit 3:2 gewonnen werden konnte. Spätestens ab 1915 nahm der Klub an städtischen Turnieren in Rio de Janeiro teil. Zunächst am Torneio Suburbano de Bonsucessso (TSB). Im Folgejahr wurde der Klub Mitglied in der Associação Brasileira de Sports Athleticos (ABSA), einem 1915 gegründeten Fußballverband. 1918 spielte Bonsucesso in der Segunda Divisão der städtischen Liga suburbana de football (LSF), deren zweiten Liga. In der ersten Liga dieser Meisterschaft konnte der Klub 1919 den Sieg erringen. Danach trat der Liga Metropolitana de Desportos Terrestres (LMDT) bei. Diese fasste diverse städtische Turniere zur Staatsmeisterschaft von Rio de Janeiro zusammen. 1923 erreichte Bonsucesso den Aufstieg in die oberste Liga der LMDT Staatsmeisterschaft. Der Klub erreichte das Finale. In diesem traf man am 30. November 1924 auf den CR Vasco da Gama. In der Partie fiel das einzige Tor der Partie in der 132. Minute, erzielt vom Vasco-Spieler Russinho und Bonsucesso wurde Vizemeister. 1925 trat der Klub noch in der ersten LMDT an.
Zur Saison 1926 wechselte der Klub zu einem neugegründeten Verband, dem Associação Metropolitana de Esportes Athleticos (AMEA). Hier wurde Bonsucesso der zweiten Liga zugeordnet. Diese gewann der Klub 1926, 1927 und 1928. Der letzte Sieg qualifizierte den Klub zur Teilnahme an der ersten Liga 1929. Bis einschließlich 1932 nahm Bonsucesso an deren Austragungen teil. In der Zeit spielte von 1931 bis Leônidas da Silva bei dem Klub. Der Torschützenkönig der Fußball-Weltmeisterschaft 1938 wird teilweise – und insofern umstritten – als Erfinder des Fallrückziehers bezeichnet. Er selbst wollte nicht als dieser gelten. Das erste Tor per Fallrückzieher erzielte er am 24. April 1932 für Bonsucesso beim 5:2–Sieg über den Carioca FC.
Im Rahmen der Professionalisierung des Sports war man 1933 einer der Gründer der Liga Carioca de Futebol (LCF). Zu den Gründern gehörten zudem der Bangu AC, Fluminense FC, Vasco da Gama, America FC und CR Flamengo. Fünf dieser sechs Klubs nahmen noch im Gründungsjahr an der ersten Austragung des Torneio Rio-São Paulo teil. In den 22 Spielen des Torneio Rio-São Paulo 1933 erzielte Bonsucesso eine Bilanz von fünf Siegen, sechs Unentschieden und elf Niederlagen bei 35:50–Toren. Bis 1936 spielte der Klub in der LCF. 1937 nahm der Klub, im Rahmen der Streitigkeiten um den Amateurstatus, an der nächsten Verbandsgründung teil. Zusammen mit den LCF Mitgliedern und weiteren Klubs wurde die Liga de Futebol do Rio de Janeiro (LFRJ) ins Leben gerufen. Die Liga veranstaltete bis 1979 Ligaveranstaltungen. Dann kam es zur letzten Verbandsgründung in Rio de Janeiro. Es wurde der Federação de Futebol do Estado do Rio de Janeiro (FERJ) gegründet. Hintergrund war die Zusammenlegung mit der Campeonato Fluminense, der Meisterschaft des Bundesstaats Rio de Janeiro. Die Stadt Rio de Janeiro hatte mit der FERJ ihre eigene Meisterschaft. Somit kam es 1979 zu zwei Staatsmeisterschaften von Rio de Janeiro, dem der FERJ und einem Vereinigungsturnier mit der Campeonato Fluminense. An zweiterem nahm Bonsucesso nicht teil, 1980 aber wieder. Hier belegte man einen Abstiegsplatz und trat noch im selben Jahr auch in der Segunda Divisão an. Des Weiteren trat der Klub in dem Jahr das erste Mal in der Série B, der zweiten nationalen Liga, an. In der Taça de Prata 1980 kam Bonsucesso bis in die zweite Runde und erreichte im Gesamtklassement den 18. Platz bei 64 Teilnehmern. 1981 gewann der Klub die zweite Liga und kehrte für 1982 in die erste Liga zurück. Seitdem schwankt Bonsucesso zwischen den Ligen der Staatsmeisterschaft. 1983 folgte der zweite Auftritt in der Série B. In der Taça de Prata 1983 langte es nur zum 43. von 48 Plätzen.
2019 konnte der Klub den Staatspokal von Rio de Janeiro gewinnen. In den Finalspielen im August war der Gegner die AA Portuguesa. Nach dem 0:0 im Hinspiel bei Bonsucesso, konnte die Partie auswärts mit 1:0 gewonnen werden. Nach der Saison 2020 folgte der Absturz von Bonsucesso von der ersten in die vierte Liga der Staatsmeisterschaft. Aus dieser erfolgte nach der Saison 2024 als Vizemeister der Aufstieg in die Série B1, die dritte Liga für 2025.

### Herren Teilnahme an Fußballwettbewerben
| Wettbewerb                                 | Teilnahmen |
| ------------------------------------------ | --- |
| Torneio Rio-São Paulo                      | 1933 |
| Série B                                    | 2× – 1980, 1983 |
| Staatsmeisterschaft                        | 67× – 2× LMDT 1924, 1925 / 4× AMEA 1929–1932 / 4× LCF 1933–1936 / 43× LFRJ 1937–1979 / 14× FERJ 1980, 1982–1983, 1985, 1991–1993, 2012, 2014–2019 |
| Staatsmeisterschaft Segunda Divisão        | 35× – 1921–1923, 1926–1928, 1980–1981, 1984, 1986–1990, 1994–2011, 2013, 2020                                                                     |
| Staatsmeisterschaft Série B1 (dritte Liga) | 1× – 2025– |
| Staatsmeisterschaft Série B2 (vierte Liga) | 4× – 2021–2024 |
| Staatspokal                                | 14× – 1991–1995, 1998–1999, 2011–2015, 2019, 2024                                                                                                 |
| Taça da Prefeitura do Distrito Federal     | 8× – 1938, 1943–1948, 1951 |

### Herren Erfolge
- Staatsmeisterschaft von Rio de Janeiro – Vizemeister: 1924
- Staatsmeisterschaft von Rio de Janeiro – Segunda Divisão: 1921, 1926, 1927, 1928, 1981, 1984, 2011
- Staatsmeisterschaft von Rio de Janeiro – Série B1: 2003
- Staatspokal von Rio de Janeiro: 2019

## Frauenfußball
Für Bonsucesso trat auch eine Damenmannschaft an. Dieses in der entsprechenden Staatsmeisterschaft der Frauen. Ein Bestand dieser Mannschaft ist nicht nachgewiesen.

### Frauen Teilnahme an Fußballwettbewerben
| Wettbewerb          | Teilnahmen            |
| ------------------- | --------------------- |
| Staatsmeisterschaft | mind. 2× – 1983, 2011 |